# An der Christuskirche 15 (Hannover)

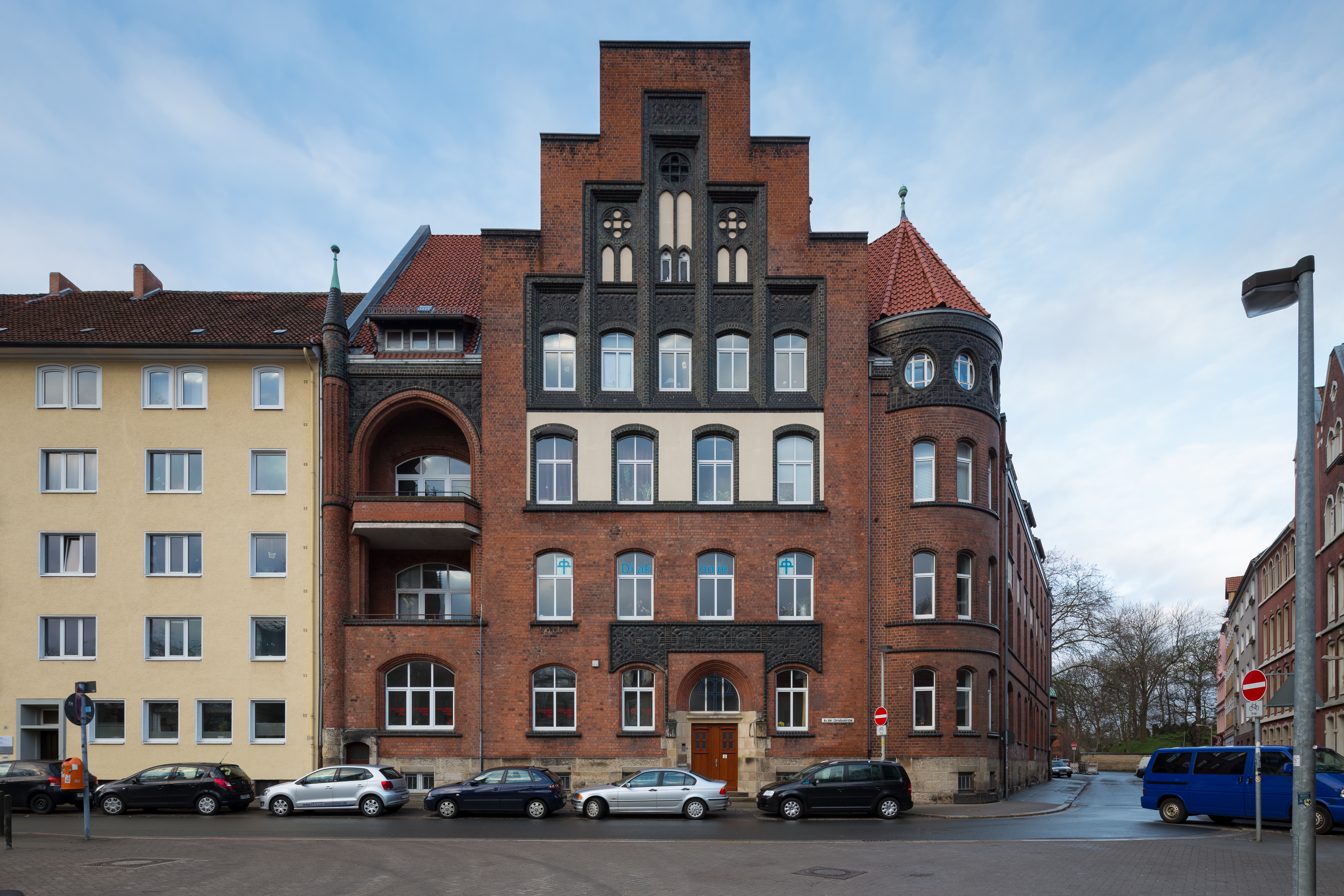
Das Pfarr- und Gemeindehaus der Christuskirche in Hannover

An der Christuskirche 15 lautet die Adresse des Anfang des 20. Jahrhunderts in der Nordstadt von Hannover errichteten und heute denkmalgeschützten Pfarr- und Gemeindehauses der Christuskirche.

## Beschreibung
Nachdem sich die Liegenschaften der Kirchengemeinde der bereits im Königreich Hannover errichteten Christuskirche jahrzehntelang auf verschiedene Standorte in der Nordstadt verteilten, so etwa auf das zweite Pfarrhaus an der Oberstraße 2, konnte bis zum Jahr 1906 nach Plänen des Architekten Karl Börgemann gegenüber dem Westportal der Christuskirche ein neues Pfarrhaus errichtet werden. Unter stilistischer Angleichung an den neugotischen Backstein-Sakralbau schufen Handwerker und Künstler ein Pfarr- und Gemeindehaus mit grün glasierten Formsteinen einen roten Klinkerbau, der den Platz vor der Kirche mit einem hohen Treppengiebel abschließt und mit einem halbrunden, turmähnlichen Eckbau zur Einmündung der Straße Am Judenkirchhofe überleitet.